# Obitocine, Cernihivka
Obitocine (în ucraineană Обіточне) este localitatea de reședință a comunei Obitocine din raionul Cernihivka, regiunea Zaporijjea, Ucraina.

## Demografie
Componența lingvistică a localității Obitocine
     Ucraineană (94,59%)
     Rusă (4,81%)
     Alte limbi (0,48%)
Conform recensământului din 2001, majoritatea populației localității Obitocine era vorbitoare de ucraineană (94,59%), existând în minoritate și vorbitori de rusă (4,81%).